# Kamienica przy placu Jana Matejki 6 w Krakowie
Kamienica przy placu Jana Matejki 6 – zabytkowa kamienica znajdująca się w Krakowie, w dzielnicy I przy placu Jana Matejki 6, na Kleparzu.
Kamienica została wzniesiona w latach 1910–1913 lub w 1918. Zaprojektowana została przez Jozue Oberledera (w gminnej ewidencji zabytków została użyta forma Józef Oberleder).
12 października 1990 kamienica została wpisana do rejestru zabytków. Znajduje się także w gminnej ewidencji zabytków.